# Agrostis pallens
Agrostis pallens é uma espécie de gramínea do gênero Agrostis, pertencente à família Poaceae.